# Schizopetalon
Schizopetalon là chi thực vật có hoa trong họ Cải.